# Акутни дисеминовани енцефаломијелитис
Акутни дисеминовани енцефаломијелитис (АДЕМ) је  идиопатско, акутно или субакутно, инфламаторно и демијелинизационо обољење ЦНС са мултифокалним инфламаторним променама у мозгу и кичменој мождини. Овај монофазни инфламаторни демијелинизирајући поремећај карактеристично почиње у року од 6 недеља од антигенског изазова као што је инфекција или имунизација. Чешће се јавља код младих и изазива брзи развој мултифокалних или фокалних неуролошких дефицита. Перивенозно запаљење, едем и демијелинизација су патолошка карактеристике акутног дисеминованог енцефаломијелитиса, иако се ове лезије обично увећавају и спајају, формирајући лезије које се патолошки не разликују од мултипле склерозе. Штавише, периваскуларне промене типичне за акутни дисеминовани енцефаломијелитис су честе код пацијената са мултиплом склерозом. Како постоји значајно преклапање у епидемиолошким, клиничким, ликворским, сликовним и патолошким карактеристикама између акутног дисеминованог енцефаломијелитиса  и мултипле склерозе, то често отежава лекарима разликовање између њих са разумном поузданошћу када се сусрећу са пацијентима са једним демијелинизујућим догађајем.
Каако клиничко испољавање болести може да имитира мултиплу склерозу, за постављање дијагнозе неопходно је да буду испуњени одређени клинички и неурорадиолошки критеријуми. Клиничкој слици акутног дисеминованог енцефаломијелитиса често претходи инфекција.
Након примењене терапије требало би да уследи клинички и неурорадиолошки опоравак (делимичан или потпун).

## Епидемиологија и фактори ризика
Акутни дисеминовани енцефаломијелитис погађа око 8 на 1.000.000 људи годишње.
Болест погађа мушкарце и жене скоро подједнако. Акутни дисеминовани енцефаломијелитис показује сезонске варијације са већом инциденцом у зимским и пролећним месецима што се може поклопити са већим вирусним инфекцијама током ових месеци.
Стопа морталитета може бити и до 5%; међутим, потпуни опоравак се види у 50 до 75% случајева са повећањем стопе преживљавања до 70 до 90% са бројкама које укључују и мањи резидуални инвалидитет.
Просечно време за опоравак од акутног дисеминованог енцефаломијелитис је један до шест месеци.
Акутни дисеминовани енцефаломијелитис се може јавити у било ком узрасту, али можда због веће учесталости имунизације и изложености новим антигенима; најчешће је у детињству.. Већина пријављених случајева је код деце и адолесцената, са просечном старошћу од 5 до 8 година.
За разлику од МС, оба пола су погођена једнаком учесталошћу. Није забележена повезаност са трудноћом.
Пријављена је и повезаност убода пчела са акутним дисеминованим енцефаломијелитисом
Параинфективни акутни дисеминовани енцефаломијелитис обично прати почетак инфективне болести, често током фазе опоравка, али због кашњења између изложености патогену и болести клиничкој слици могу претходити  симптомима инфекције или се ове две форме могу појавити истовремено. Најчешће пријављивана удружена болест је неспецифична инфекција горњих дисајних путева. Међутим постоји велики број специфичних инфекција повезаних са акутним дисеминованим енцефаломијелитисом, као што су вирусне инфекције (укључујући рубеолу, заушке, ЕБВ, ЦМВ, грип, коксакија вирус и хепатитис Ц) и инфекцију микоплазмом, борелијом (Borrelia burgdorferi) и лептоспиром.
Мале богиње носе највећи ризик за акутни дисеминовани енцефаломијелитис од било које инфекције, а јављају се у 1 на 400 до 1 на 1.000 случајева. Иако је акутни дисеминовани енцефаломијелитис  пријављен у вези са имунизацијом против малих богиња, ризик је далеко мањи од ризика од добијања морбила и њених неуролошких компликација.

### АДЕМ после вакцинације
Пријављено је да акутни дисеминовани енцефаломијелитис прати низ различитих имунизација, обично у року од 6 недеља, укључујући оне против великог кашља, дифтерије, малих богиња, заушки, рубеоле, грипа (АДЕМ после вакцинације), тетануса и жуте грознице. Поред тога, постоје извештаји о случајевима акутног дисеминованог енцефаломијелитиса након вакцинације против хепатитиса Б. Међутим, једина епидемиолошки и патолошки доказана повезаност је вакцинација против беснила, која може да изазове демијелинизирајућу периферну неуропатију. Оригинална Пастеурова вакцина против беснила, припремљена у кичменој мождини зеца, била је повезана са инциденцом акутног дисеминованог енцефаломијелитиса од приближно 1 на 3.000 до 1 на 35.000 вакцинација и више се не користи. Каснија вакцина, направљена од ембриона патке, која садржи мало нервног ткива, носи ризик за акутни дисеминовани енцефаломијелитиси од 1 на 25.000 вакцина. Употреба људских диплоидних ћелијских линија, које не садрже ткиво нервног система, за производњу вакцине против беснила је практично елиминисао ризик од акутног дисеминованог енцефаломијелитиса.

### АДЕМ у ковиду 19
Неуролошки симптоми били су главна презентација ковида 19, која није била у корелацији са озбиљношћу респираторних симптома. Висока инциденција  акутног дисеминованог енцефаломијелитиса са крварењем је упадљива. Упала мозга је вероватно узрокована имунолошким одговором на болест, а не неуротропизмом. Анализа ликвора није указивала на инфективни процес, неуролошко оштећење није било присутно у акутној фази инфекције, а налази неурослика нису типични за класичне токсичне и метаболичке поремећаје. Налаз билатералних перивентрикуларних релативно асиметричних лезија удружених са дубоким захватањем беле масе, које такође могу бити присутне на саставу кортикалне сиво-беле масе, таламуса, базалним ганглијима, малом мозгу и можданом стаблу сугерише акутни процес демијелинизације.  Поред тога, хеморагичне лезије беле материје, кластери макрофага који су повезани са повредом аксона и изглед сличан  акутном дисеминованом енцефаломијелитису такође су пронађени у субкортикалној белој маси.

## Патогенеза и патологија
Акутни дисеминовани енцефаломијелитис клинички и патолошки веома подсећа на експериментални модел алергијског енцефаломијелитиса код животиња са мултиплом склерозом (ЕАЕ) и највероватније је последица пролазног аутоимуног одговора на мијелин. Појава акутног дисеминованог енцефаломијелитиса након вакцинације препаратом кичмене мождине зеца од вируса беснила довела је до открића ЕАЕ. Инфекције и вакцинације које не садрже ћелије ЦНС могу индуковати акутни дисеминовани енцефаломијелитис  молекуларном мимикријом или активирањем аутореактивних клонова Т-ћелија на неспецифичан начин. Реактивност лимфоцита према МБП је идентификована у крви и церебро-спиналној течаности пацијената са акутним дисеминованим енцефаломијелитисом, док његово одсуство код других пацијената указује на улогу других антигена.
Повећане Т ћелије које производе γ-интерферон у периферној крви су описане у акутном дисеминованом енцефаломијелитису.

## Клиничка слика
Када се разматра клиничка слика  акутног дисеминованог енцефаломијелитиса, неопходно је да буду испуњена два критеријума:
- мултифокални неуролошки дефицит,
- присуство енцефалопатије (у виду измењеног понашања или стања свести).

Клиничкој слици акутног дисеминованог енцефаломијелитиса често претходи инфекција, на коју се након неколико дана надовезује:
- продромска главобоља,
- ниска телесна температуре,
- мијалгија и
- малаксалост.

У немачкој студији од 40 случајева, најчешћи клинички знаци били су:
- моторички дефицит (80%),
- сензорни дефицити,
- знаци можданог стабла и
- церебеларни знаци.

Налази ЦСФ су били променљиви; нормални резултати су били присутни код до 20% пацијената. Олигоклонске траке су биле позитивне у преко 60%. Скоро сви пацијенти су се побољшали током акутне фазе болести. Од 26 пацијената са коначном дијагнозом акутног дисеминованог енцефаломијелитиса, 21 је имао мање или никакве симптоме, 2 су умрла, остали су имали умерене симптоме. У поређењу са пацијентима са мултиплом склерозом,  пацијенти  са акутним дисеминованим енцефаломијелитисом су били старији и чешће су имали претходну инфекцију, клиничке знаке захваћености можданог стабла, већу фракцију ЦСФ албумина и инфратенторијалне лезије.
Неуролошки симптоми се брзо развијају у акутној фази и обично су повезани са енцефалопатијом, ступором, комом, менингизмом и нападима.
Максимална озбиљност клиничке слике се јавља у року од неколико дана, а опоравак може почети убрзо након тога.
Повремено, акутни дисеминовани енцефаломијелитис може еволуирати током неколико месеци и може доћи до другог клиничког погоршања или субакутне прогресије неко време. У овим необичним случајевима, тешко је разликовати акутни дисеминовани енцефаломијелитис од мултипле склерозе. Три недавне велике ретроспективне студије у уводник су истакле да не постоје клиничке или лабораторијске карактеристике које би тачно омогућавале да се предвиди који ће одрасли или педијатријски пацијенти облик акутног дисеминованог енцефаломијелитиса развити.

## Дијагноза
Неурорадиолошки критеријуми подразумевају присуство мултифокалних, великих (> 1 или 2 цм) хиперинтензних промена на Т2w секвенци магнетне резонаце (МР) мозга супратенторијално и инфратенторијално са захватањем и структура сиве масе, нарочито базалних ганглија и таламуса, док налаз на МР кичмене мождине може да покаже присуство једне или више хиперинтензних лезија на Т2w секвенци различите величине.

## Диференцијална дијагноза
Једна од примарних брига након једне демијелинизирајуће епизоде је да ли се могу очекивати други напади (нпр  мултипле склерозе). Неколико карактеристика може окренути равнотежу ка једној или другој, али исправна дијагноза постаје очигледна тек с временом.
Класични облик акутног дисеминованог енцефаломијелитиса се карактерише мултифокалним захватањем на почетку, док се мултипла склероза често манифестује моносимптоматским дефицитима као што је оптички неуритис. Међутим, акутни дисеминовани енцефаломијелитис може да изазове унифокалне симптоме, а МС се може манифестовати мултифокалним захваћеношћу ЦНС, посебно код деце.
Моносимптоматски дефицити узроковани акутним дисеминованим енцефаломијелитисом су чешће тежи, као што су нпр. билатерални оптички неуритис и потпуни трансверзални мијелитис. Иако се ОЦБ јављају пролазно у око једне трећине случајева са акутним дисеминованим енцефаломијелитисом, њихова постојаност имплицира дијагнозу МС. Накнадни нестанак ОЦБ-а, када се изводи доследним техникама, доказ је против МС, али присуство базалних ганглија или кортикалних лезија, или великих глобуларних лезија беле материје, чешће је код акутног дисеминованог енцефаломијелитиса.
Фулминантан развој акутног дисеминованог енцефаломијелитиса је карактеристичан, али није патогномоничан, јер ретки облик МС познат као Марбургова МС такође брзо почиње и често је смртоносан. Појава  у можданом стаблу, перивентрикуларних и вишеструких, великих церебралних лезија беле материје и присуство ОЦБ-а могу разликовати Марбургову варијанту од акутног дисеминованог енцефаломијелитиса.
У ретким случајевима, инфламаторне демијелинизирајуће лезије могу достићи значајну величину и личити на туморе (посебно лимфом) на МРИ, што захтева биопсију ради разјашњења. Обично постоји једна доминантна лезија, али се могу идентификовати мање одвојене лезије. Они се у литератури називају акутни дисеминовани енцефаломијелитиси и МС. Прогноза за опоравак је често прилично добра, иако отприлике једна трећина трпи накнадне нападе. Неки развијају типичну МС, док други имају понављајуће лезије сличне тумору. Термин мултифазни АДЕМ се користи када пацијенти имају велике рецидиве на истој локацији, а релапсирајући АДЕМ се односи на рецидиве на различитим местима. Однос ових ентитета са МС је нејасан.
Балова концентрична склероза се односи на патолошки налаз наизменичних трака демијелинизације и ремијелинизације. Ови пацијенти обично имају велике лезије и субакутне дефиците сличне онима описаним раније. Типичне демијелинизирајуће лезије обично коегзистирају, а ретко се примећује да пацијенти са ЦДМС-ом имају сличне лезије. Разлог за овај необичан наизменични образац је непознат.
Дифузна мијелинокластична склероза је још једно ретко стање које се може помешати са акутним дисеминованим енцефаломијелитисом или другим демијелинизујућим стањима. Овај прогресивни демијелинизирајући поремећај обично почиње у детињству. Карактеристике су често атипичне и укључују деменцију, афазију, хомонимну хемианопију, нападе, психозу, повишен интракранијални притисак и одсуство ОЦБ. Најкарактеристичнији налаз је присуство две велике, грубо симетричне лезије на МРИ, по једна у свакој хемисфери. Дијагноза се поставља искључивањем познатих наследних леукодистрофија, посебно адренолеукодистрофије.
Иако је акутни дисеминовани енцефаломијелитиса монофазна болест, постоје и ретке рекурентне и мултифазне форме (јављају се обично унутар 12 недеља од прве манифестације), које могу да стварају диференцијалнодијагностички проблем када је у питању мултипла склероза, нарочито у педијатријској популацији, где се ове две форме акутног дисеминованог енцефаломијелитиса најчешће и срећу.

## Превенција
Како тачни узроци акутног дисеминованог енцефаломијелитиса још увек нису у потпуности разјашњени, немогуће је на адекватан начин спречити болест. Међутим, превенцијом се може повољно утицати тако да се  правовремено постави  дијагноза и што раније примене терапија.
Ако пацијент поново има температуру, убрзо након инфекције, и жали се на поремећаје вида, одмах се мора консултовати лекар. Исто се односи и на појаву кратких „испадања“ или парализе после инфекције или вакцинације.

## Терапија
Сматра се да лечење интравенским метилпреднизолоном зауставља напредовање и омогућава да опоравак почне раније, баш као и код мултипле склерозе.
Размена плазме се може испробати код оних са тешким дефицитима и слабим одговором на кортикостероиде.
ИВИГ се такође успешно користи према извештајима о случајевима у литератури.
Један фулминантни случај је реаговао само на хипотермију.
Након примењене терапије требало би да уследи клинички и неурорадиолошки опоравак (делимичан или потпун). Иако је акутни дисеминовани енцефаломијелитис монофазна болест, постоје и ретке рекурентне и мултифазне форме (јављају се обично унутар 12 недеља од прве манифестације), које могу да стварају диференцијално-дијагностички проблем када је у питању МС, нарочито у педијатријској популацији, где се ове две форме акутног дисеминованог енцефаломијелитиса најчешће и срећу

## Компликације
Код акутног дисеминованог енцефаломијелитиса као могуће и најчешће компликације јављају се:
- коме и синкопа (губитак свести или несвести),
- главобоље,
- периферне неуропатије (оштећење нерва на периферним нервним путевима, на пример парализа руку и ногу) и
- атаксија (велики поремећај координације мишићних покрета) .[23]

Поред коме, делиријум (збуњеност) и ненамерни грчеви по целом телу (Коуристуксет) спадају у највидљивије неуролошке знаке дисеминованог енцефаломиелитиса.
Остали проблеми укључују::
- запаљење оптичког нерва,
- мијелитис (упалу кичмене мождине) и
- манифестни оптички неуромијелитис.

Ако болест лоше напредује, мијелитис може довести до парализе екстремитета, али и до потпуне инконтиненције (уринарне инконтиненције, и инконтиненције фекалија).
Било која неуромијелитис са запањењем оптичког нерва   може довести до слабљења а потом и губитка вида (потпуног слепила), главобоље и ослабљене свести, као и до нападаја или грчева (конвулзије).
Поред смртног исхода болести, кома са потпуним губитком свести је најозбиљнија компликација акутног дисеминованог енцефаломиелитиса.
Да би се избегле поменуте компликације или ублажили симптоми, рана и свеобухватна дијагноза је метод  избора у збрињавању ове болести.

## Прогноза
Деца су посебно погођена акутним дисеминованим енцефаломијелитисом. У већини случајева дијагноза се поставља касно, јер почетни симптоми нису специфични за ову болест попут јаке грознице и главобоље, повраћања и јаке мучнине.

### Моторни дефицити
Како болест напредује, парализа се јавља у разним деловима тела, што утиче на квалитет живота који је знатно смањен. Поред парализе тела,  може доћи и до ограничења покрета. Није неуобичајено да оболели пате од епилептичних напада који су такође повезани са болом. У тешким случајевима болест може довести до поремећаја свести и/или губитка свести.
Процењује се да резидуални моторички дефицити остају у око 8 до 30% случајева, и у распону су тежине од благе неспретности до атаксије и хемипарезе.

### Неурокогнитивни поремећаји
Пацијенти са демијелинизирајућим болестима, као што је МС, показују когнитивне дефиците чак и када постоји минимални физички инвалидитет.  Истраживања сугеришу да се слични ефекти виде након акутног дисеминованог енцефаломијелитиса, али да су дефицити мање озбиљни од оних који се виде код МС.
У студија спроведаној са шесторо деце са акутним дисеминованим енцефаломијелитисом (средња старост у тренутку презентације 7,7 година) тестиран је низ неурокогнитивних тестова након просечно 3,5 године опоравка.  Свих шесторо деце је било у нормалном опсегу на већини тестова, укључујући вербални коефицијент интелигенције и коефицијент интелигенције. Међутим испитаници су имали најмање једну стандардну девијацију испод старосних норми у најмање једном когнитивном домену, као што је:
- комплексна пажња (једно дете),
- краткорочно памћење ( једно дете) и
- интернализирајуће понашање/афекат (двоје деце).

Групне вредности за сваки когнитивни домен су биле унутар једне стандардне девијације старосних норми, показујући да су као група нормалне. Ови дефицити су били мање озбиљни од оних уочених код деце сличног узраста са дијагнозом МС.